# Hyalocalyx setifer
Hyalocalyx  es un género monotípico de plantas con flores perteneciente a la familia Passifloraceae. Su única especie, Hyalocalyx setifer, es originaria de Madagascar.

## Descripción
Es una planta anual que alcanza un tamaño de hasta 0,2 m de altura. Tallo marrón, leñoso. Hojas terminales agrupadas, elíptico-oblanceolada, de 1,5-4 x 0,5-1 cm, largamente hirsutas, cuneadas. Flores solitarias, ± 4,5 mm de largo, oculto en las axilas de las brácteas; pedicelo corto, largamente hirsuto; el fruto es una cápsula de 2-2,5 x 1,5 mm. Semillas ± 1 a 1,5 mm de largo, varios, curvado. Arilo de ± 1 mm. largo, margen entero.

## Taxonomía
Hyalocalyx setifer fue descrita por Robert Allen Rolfe y publicado en Journal of the Linnean Society, Botany 21: 258, t. 7. 1886.
Sinonimia
- Hyalocalyx dalleizettei Capit.	[4]